# Valencia de Don Juan
Valencia de Don Juan is een gemeente in de Spaanse provincie León in de regio Castilië en León met een oppervlakte van 58,50 km². Valencia de Don Juan telt 5.190 inwoners (1 januari 2016).

## Demografische ontwikkeling
Bron: INE, 1857-2011: volkstellingen